# District de Đam Rông
Đam Rông est un district rural de la province de Lâm Đồng dans la région des hauts plateaux des montagnes centrales du Vietnam.

## Présentation
Le district a une superficie de 892.2 km². 
Le chef-lieu du district est Đam Rông.